# Evaristo Pérez de Castro
Evaristo Pérez de Castro y Colomera (ur. 1778 w Valladolid, zm. 28 listopada 1849 w Madrycie) – hiszpański polityk i dyplomata. Był sekretarzem stanu w latach 1820–1821, przewodniczącym Rady Ministrów w latach 1838–1840 za panowania Izabeli II i ministrem Spraw Zagranicznych w latach 1838–1840.

## Odznaczenia
- Krzyż Wielki Orderu Karola III (Hiszpania)[2]
- Krzyż Wielki Orderu Chrystusa (Portugalia)[2]
- Krzyż Wielki Orderu NMP z Vila Viçosa (Portugalia)[2]
- Krzyż Wielki Orderu Legii Honorowej (Francja)[2]
- Krzyż Wielki Orderu Leopolda (Belgia)[2]